# グラマン ナットクラッカー
ナットクラッカー
- 用途：攻撃機・哨戒機など
- 分類：垂直離着陸機
- 製造者：グラマン社
- 運用者：アメリカ海軍（予定）
- 運用状況：計画中止

グラマン ナットクラッカー（Grumman Nutcracker）は、グラマン社がアメリカ海軍向けに計画した垂直離着陸機。セミスケールの実験機が製作されるに止まり、実機が製造されることはなかった。

## 概要
1970年代、グラマン社はノックス級フリゲートを始めとする小艦艇の甲板から垂直離着艦が可能な航空機を計画し、2基のダクテッドファンを有する胴体後部を90度折り曲げて、胴体ごと推力偏向を行うプランを考案した。胴体が中央部から折れるその構造から、このプランは「ナットクラッカー」（くるみ割りの意）と命名された。ナットクラッカーは通常の着陸脚も有しているが、垂直離着艦時には母艦が有する特殊なクレーン（ハリアーの運用時に計画された「スカイフック」と同種のもの）を用いる。グラマン社はナットクラッカーを攻撃機（ハープーン対艦ミサイルを装備）や哨戒機、トマホーク巡航ミサイルの誘導機などの用途に用いることを構想していた。
グラマン社は実機の1/5スケールのセミスケール実験機を1機製作した。これはフリーフライトのみを行うもので、ラジコンによる操縦は不可能。翼幅は2.7 m、重量は15 kgで、出力1.5馬力のエンジンを2基搭載していた。ナットクラッカーの特徴である胴体の屈折機構も再現されていたが、実験は水平飛行のみが行われ、飛行中に胴体を折り曲げることはなかった。セミスケール機の飛行試験終了後にはOV-1を改造したプロトタイプ2機が製造される予定だったが、計画は中止され実機が製造されることはなかった。
ナットクラッカーは一種のテイルシッター機と言えるが、これ以前のテイルシッター機とは異なり、着陸時の下方視界の劣悪さという問題は解消されていた。しかし、ホバリング時の姿勢制御の難しさや、ホバリング中にどちらか片方のエンジンが停止すると即座に墜落に繋がるという問題を抱えていた。